# The Chill Out Sessions
The Chill Out Sessions è un EP del gruppo musicale britannico Bring Me the Horizon in collaborazione con il musicista dubstep John Draper, pubblicato indipendentemente il 22 novembre 2012.

## Il disco
Contiene i remix di 7 brani provenienti dall'album There Is a Hell, Believe Me I've Seen It. There Is a Heaven, Let's Keep It a Secret dei Bring Me the Horizon, tutti a opera di Draper, che li ha riarrangiati in una versione più atmosferica e rilassante, basandosi sulle basi più melodiche ed elettroniche delle versioni originali. A questo proposito, sono state tagliate tutte le parti vocali di Oliver Sykes, in favore di quelle di Lights in Crucify Me e Don't Go. L'ultima traccia è una versione instrumentale del già edito remix di Blessed with a Curse.

## Tracce
1. Crucify Me – 4:46
2. It Never Ends – 3:37
3. Fuck – 5:27
4. Don't Go – 3:47
5. Memorial/Blessed with a Curse – 6:46
6. Blessed with a Curse (Draper Remix) – 5:05